# Рекиш, Дмитрий Васильевич
Дми́трий Васи́льевич Ре́киш (бел. Дзмітрый Васільевіч Рэкіш; род. 14 сентября 1988, Бобруйск, Могилёвская область) — белорусский футболист, полузащитник клуба «Ирао».

## Карьера

### Клубная
Воспитанник СДЮШОР № 5 (Бобруйск). Первый тренер — В. Н. Павловский.
В 2004 году вошёл в состав минского «Динамо». В чемпионате Беларуси 2010 играл в основном составе команды. В январе 2011 года, покинув минское «Динамо», находился на просмотре в «Амкаре», но из-за смены тренера получил отказ. Также игроком интересовалась «Кубань», но 21 февраля Рекиш подписал арендное соглашение с варшавской «Полонией» до июня 2011 года с правом выкупа. Не заиграв в Польше, в сентябре пытался трудоустроиться в чешском «Словацко». 27 октября расторг трудовое соглашение с минским «Динамо» и стал свободным агентом.
В ноябре немецкий клуб Второй Бундеслиги «Фортуна» Дюссельдорф приглашала Рекиша на просмотр. Также в зимнее межсезонье побывал в расположении «Бунёдкора», агдамского «Карабаха» и «Гомеля».
15 марта 2012 года подписал годичный контракт с клубом «Торпедо-БелАЗ», в конце октября контракт был расторгнут по обоюдному согласию.
5 марта 2013 года подписал контракт с гродненским «Неманом». Играл в основе гродненского клуба. 31 июля расторг контракт по обоюдному согласию сторон, позже перешёл (контракт на два года) в клуб чешской Второй лиги «Тршинец». За чешский клуб провёл 5 матчей и забил один гол.
В феврале 2014 года вновь стал игроком «Немана». Играл в основном составе на позиции правого полузащитника, в нескольких матчах сумел проявить себя (так, 25 мая в матче с «Белшиной» гол и голевая передача Рекиша, который вышел на замену во втором тайме, помогли «Неману» вырвать победу — 4:3). В октябре 2014 года второй раз покинул клуб.
В марте 2015 года присоединился к литовскому «Спирису» из Каунаса. С 11 голами стал одним из лучших бомбардиров клуба в сезоне 2015, помог команде занять пятое место в чемпионате. По окончании сезона покинул «Спирис».
В начале 2016 года тренировался с «Ислочью». В марте интерес к полузащитнику стал проявлять «Тракай», с которым вскоре был подписан контракт. В августе перешёл в «Торпедо-БелАЗ». В жодинском клубе стал чередовать выходы в стартовом составе и на замену. В январе 2017 года продлил контракт с автозаводцами. Начинал сезон, выходя на замену, позднее стал чаще появляться в стартовом составе. С 11 голевыми передачами стал одним из лучших ассистентов чемпионата. По окончании сезона покинул клуб.
В январе 2018 года находился на просмотре в казахстанском «Жетысу», но безуспешно. В феврале стал игроком воронежского «Факела». В июле перешёл в индонезийский клуб ТИРА.
В марте 2019 года подписал контракт с клубом «Ислочь», где стал преимущественно выходить на замену. В декабре по окончании контракта покинул клуб.
В начале 2020 года некоторое время тренировался с «Андердогом», в марте стал игроком «Белшины». Сначала выходил на замену или оставался на скамейке запасных, позднее закрепился в стартовом составе команды и стал одним из лидеров. В декабре покинул бобруйский клуб.
В феврале 2021 года был представлен в качестве игрока грузинского «Торпедо». Играл преимущественно в стартовом составе команды. В феврале 2022 года перебрался в клуб второго грузинского дивизиона «Самтредиа». В октябре 2022 года футболист перешёл в грузинский клуб «Телави». В январе 2023 года покинул клуб в качестве свободного агента.
Не получив интересных предложений, остался в Грузии и перешёл в клуб 3-й Лиги «Гурия» Ланчхути. Отыграв первую половину чемпионата, переезжает в Тбилиси и начинает играть за клуб «Ирао», который по промежуточным итогам претендовал на выход в Эровнули Лига 2(2-я Лига Грузии), где доигрывает до конца сезона 2023.

### В сборной
Бронзовый призёр молодёжного чемпионата Европы 2011 в Дании.

## Достижения
«Динамо» (Минск)
- Серебряный призёр чемпионата Беларуси (2): 2006, 2009

Молодёжная сборная Беларуси
- Бронзовый призёр молодёжного чемпионата Европы: 2011